# دير أدلر
دير أدلر (الألمانية: Der Adler، ت.ح. 'النسر') هي مجلة دعاية نازية تصدر كل أسبوعين وتصدرها مجلة شيرل فيرلاج، التي أسسها أوغست شيرل، بدعم من القيادة العليا للوفتوافا. من 1939 إلى 1944، تم نشر 146 إصدارًا من المجلة.